# 孙瑜 (三国)
孫瑜（177年—215年），字仲異，東漢末期东吴勢力武将。孫靜的次子，孙权的堂兄。

## 生平
孫瑜任恭義校尉时首次領兵，所統領的主要是江西人，他虛心安撫，所以很得人心。建安九年(204年)，丹楊太守孫翊被杀之后继任，很得人望，不少人依附。後加任綏遠將軍。建安十一年（206年）和周瑜一起进攻山越，攻破麻、保两个村莊。建安十八年(213年)，曹操攻孫權的水上要塞濡須，孫瑜劝孫權堅守，不要出战，但是孫權不听，最後無功而還。後遷任奋威将军，仍任丹楊太守，任用永安人饒助為襄安長，無錫人顏連為居巢長，招納二郡人，成效甚佳，強化了對廬江的管治。
孫瑜喜好古代文学，在作战时也手不释卷。又礼遇濟陰学者馬普，建立學官让自己将士的子弟就读。
建安二十年(215年)，孫瑜逝世，當時三十九歲。

## 親屬

### 父親
- 孫靜，東漢末年東吳勢力將領。

### 兄弟
- 孫暠，孫靜長子。
- 孫皎，孫靜三子，東漢末年東吳勢力將領。
- 孫奐，孫靜四子，東漢末年及三國時東吳將領，封沙羨侯。
- 孫謙，孫靜五子。

### 子女
- 孫彌，孫瑜長子。
- 孫熙，孫瑜次子。
- 孫燿，孫瑜三子。
- 孫曼，孫瑜四子，官至將軍，封侯。
- 孫紘，孫瑜五子。

## 延伸阅读
[在维基数据编辑]
 《三國志·卷51》，出自陳壽《三國志》